# 天宙平和連合
天宙平和連合（てんちゅうへいわれんごう、英語: Universal Peace Federation; UPF）は、世界平和統一家庭連合（旧統一教会）の関連NGO（非政府組織）、501(c)(3)・非営利団体で信教の自由を推進する国際的な異宗教間の市民社会団体である。2005年9月12日に設立。創設者は統一教会の教祖の文鮮明と妻の韓鶴子。文鮮明が1981年11月に唱えた国際ハイウェイプロジェクトと日韓トンネル構想の実現推進を一つの目的としている。天宙平和連合は国連のプロジェクト、特に平和教育、家族、そして平和の構築に関するものを活発に支持してきた。本団体は国際連合経済社会理事会において総合協議資格を有する国連NGOでもある。

## 概要
1999年2月6日、統一教会の創始者の文鮮明は「宗教間の和解と民族･国家間の和解を通じた平和実現」を目的として、天宙平和連合の前身となる「世界平和超宗教超国家連合（IIFWP）」を韓国で創設した。
2005年9月12日、文鮮明は、国連の下院作りのため、「グローバルガバナンスのモデル機構」、「アベル国連（UN）」として、「天宙平和連合」を創設した。同年、日本支部の「UPF-Japan」も設立された。機関紙として月刊ニューズレター「平和大使」を発行する。米国における連合の機関誌は「Dialogue and Alliance」であり、ニューヨーク・テリータウンで出版されている。
2013年、統一教会は関連団体「平和統一聯合」を主催者として自転車イベント「ピースバイク」を開始。2015年に「ピースロード」と改称し、天宙平和連合が運営を担うこととなった。日本においては、自治体や政治家の協力を得て都道府県ごとに実施している。
連合が創設し、運営している専門組織として、「平和のための芸術と文化国際協会(英語：International Association of Arts and Culture for Peace ; IAACP)」もある。
2018年7月24日には、国際連合経済社会理事会における総合協議資格を付与された。
天宙平和連合は「各界の指導者で、専門性と徳望をもって社会に貢献している者」を「平和大使」に任命している。天宙平和連合の付設機関として平和大使協議会がある。
第二回目のアジア太平洋サミットで、カンボジアのフン・セン首相に連合のリーダーシップとグッドガバナンス賞が授与された。この賞は天宙平和連合が認定した者に与えられるもので、道徳的で精神的な方針に基づいた秀でたリーダーシップを発揮していることが授与の条件となる。これまでにこの賞を受賞した者は48カ国の60名以上で、その中には元英国首相のマーガレット・サッチャーも含まれている。
新型コロナウイルス感染症の世界的流行の際、天宙平和連合はいくつかの希望前進大会を企画した。これらの大会はオンラインで行われ、多数の世界的な指導者を相互依存、共存共栄、普遍的な価値観の共有された文化の元に繋げる目的があった。
2019年7月1日、天宙平和連合の会長であるトーマスG.ウォルシュがバチカン市国でローマ教皇フランシスコと内謁した。内謁より以前から、連合はバチカン主催のプログラムに積極的に取り組んできており、参加したプログラムは2014年のシリア危機に関する協議や、ノストラ・エターテを記念するローマ教皇の回勅が発布されてから50周年を記念した祝賀会などである。ローマ教皇と会長の対話は祈りと家族の重要性に重きをおいたものであった。内謁の際、ウォルシュは家庭、生態学、そして異宗派間の関係の分野において、天宙平和連合がカトリック教会のパートナーを支持し協力する意向を表明した。内謁の終わりに、韓国で予定されていた天宙平和連合2020サミットについても話し合われた。
安倍晋三を思慕しており、2021年9月の「神統一韓国のためのTHINK TANK 2022 希望前進大会」では安倍のビデオメッセージの公開ならびに配信が実現した。安倍の死後、2022年8月12日にソウルで開かれた国際会議では安倍を特別に追悼し、また、ドナルド・トランプ前米大統領の追悼ビデオメッセージを映写した。

## 日本支部

### 役員
「UPF-Japan」の議長は梶栗正義。梶栗は教団の関連団体である「国際勝共連合」と「世界平和連合」と「平和大使協議会」と「国際ハイウェイ財団」の会長も兼任している。
事務総長の魚谷俊輔は、「国際勝共連合」の事務総長、「世界平和連合」の事務総長を兼任している。

### 所在地
「UPF-Japan」の所在地は東京都新宿区新宿5-13-2成約ビル5F。成約ビルの概要および主な入居団体は下記のとおり（2022年8月の時点）。
- 建物名称：成約ビル
- 所在地：東京都新宿区新宿5-13-2
- 建物規模：地上5階

| 5F | UPF-Japan、平和大使協議会 |
| 4F | 真の家庭運動推進協議会、一般財団法人国際ハイウェイ財団、日本純潔同盟、 世界平和宗教連合、孝情教育文化財団、宗教新聞社、統一思想研究院 |
| 3F | 世界平和統一家庭連合東京同胞教会 |
| 2F | 世界平和教授アカデミー、世界平和青年学生連合、平和統一聯合、 アジアと日本の平和と安全を守る全国フォーラム、日韓トンネル推進全国会議   |
| 1F | （セミナールーム） |

## 安倍晋三との関係
- 2005年
  - 10月4日、天宙平和連合の創設記念広島大会が開催。安倍晋三は同大会に祝電を送った[51][52]。
  - 10月31日、第3次小泉改造内閣が組閣され、内閣府特命担当大臣（少子化・男女共同参画担当）に猪口邦子が抜擢された。猪口はこれに先立つ片山さつき、佐藤ゆかりらとの合同記者会見で「私たちがジェンダーバッシングを許さない」と明言していた[53]。危機感を強めた統一教会は、天宙平和連合とその前身組織である世界平和超宗教超国家連合の連名という形で、「21世紀 世界平和の為の日本女性指導者セミナー」のための冊子を作成。「現在の課題となすべきこと」として、「（注・男女共同参画基本計画の）第二次5カ年計画においてジェンダーという文言を使用させない」「安倍晋三官房長官と山谷えり子内閣府政務官でチェックできるように関係省庁、議員に積極的に働きかける」と明記した[54][55]。この年の4月に結成された「過激な性教育・ジェンダーフリー教育実態調査プロジェクトチーム」の座長を安倍が務め、事務局長を山谷が務めていたことを踏まえた教団側の対抗策であった[54][55]。男女共同参画基本計画（第2次）は12月27日に閣議決定された[56]。

- 2006年5月、天宙平和連合は「祖国郷土還元日本大会」を日本国内12か所で開催。『世界日報』によれば、男女計2,500組の合同結婚式も併催された。そのうち5月13日にマリンメッセ福岡で開かれた大会に、安倍は内閣官房長官の肩書きを付して祝電を送った。そのほか保岡興治ら6人の国会議員が祝電を送った[57][58]。大会は同月24日まで開催され、多数の国会議員が祝電を送った[59]。6月19日、全国霊感商法対策弁護士連絡会は記者会見を開き、「統一教会の活動にお墨付けを与える行動だ」として、安倍に公開質問状を出したことを明らかにし[60]、7月5日には抗議書を提出した[61]。

- 2021年
  - 6月上旬、日本支部「UPF-Japan」会長の梶栗正義と国際勝共連合の関係者は安倍晋三と面会し、同年9月に開催されるUPF主催の「神統一韓国のためのTHINK TANK 2022 希望前進大会」への登壇を依頼した。梶栗は「もしドナルド・トランプさんが出るなら、安倍先生も出るようなことはあり得ますか？」と尋ねたが、安倍は明確に回答しなかった[62]。梶栗は夏頃、元首相3人に登壇のオファーをした。3人からはいずれも断られた。そこへ8月5日、教団の尹鍈鎬（ユン・ヨンホ）世界宣教本部長から、トランプ元米国大統領の出演が決まったことを告げられる。尹鍈鎬は梶栗に、トランプ元大統領の登壇を手土産に、安倍に接触するよう指示。梶栗は再度安倍の説得に動き、8月24日、安倍はこれを承諾した[63][64][65]。
  - 9月7日、安倍は都内にある梶栗の知人のオフィスで大会用のビデオメッセージを撮影した[63][64][65][62][注 4]。撮影には梶栗も同席した[62]。
  - 9月12日、天宙平和連合主催の「神統一韓国のためのTHINK TANK 2022 希望前進大会」が韓国・清平の清心ワールドセンターで開催。教団のオンラインプラットフォームであるPeacelinkから全世界に配信された[69]。安倍は同大会にビデオメッセージを送り、「今日に至るまでUPFとともに世界各地の紛争の解決、とりわけ朝鮮半島の平和的統一に向けて努力されてきた韓鶴子総裁をはじめ、皆さまに敬意を表します」「UPFの平和ビジョンにおいても、家庭の価値を強調する点を高く評価いたします」と述べた[29][70][71]。統一教会とその関連団体は、世界の政治的指導者、有名人、他の宗教団体の著名な聖職者らを講演者として招く際、常に最高額の報酬を支払ってきたという。彼らが身にまとった有名性を利用することで教団の信頼性を高めることが、何より統一教会側にとって大事なことであった、と指摘されている[72]。2021年9月の大会の際も安倍に対し報酬が支払われているという[72][73]。これについて、全国霊感商法対策弁護士連絡会は公開抗議文を送付、安倍に自身の名誉のためにもこのような行動を繰り返さないよう慎重に考えるよう申入を行うとともに、ビデオメッセージを提供した経緯の説明を求めた[74]。

- 2022年
  - 2月11日から14日にかけて、天宙平和連合主催の「ワールドサミット2022・韓半島平和サミット」がソウルの会場、汝矣島にある国会内施設、日本の3カ所で中継で開催された。13日に清平の清心ワールドセンターで行われた会合では、世界の首脳を代表してドナルド・トランプ前米国大統領が各国の首脳を代表してビデオ映像を通じて基調演説を行った。また、安倍は書面でメッセージを送り、統一教会の世界宣教本部長の尹鍈鎬（ユン・ヨンホ）が代読した。安倍は、イギリスのウィンストン・チャーチル首相の言葉「Never despair」を引用し、「私たちは自由と民主主義の価値をもう一度考えてみなければならず、そうした価値がもたらす希望を信じなければならない時だと思う」と語った[75][76]。
  - 7月8日、安倍は参院選の遊説で奈良市を訪問。教団信者を母親にもつ41歳の男によって大和西大寺駅北口付近で銃で撃たれ死亡した[77]。
  - 7月10日、読売新聞が男の供述内容を報道。男が安倍のビデオメッセージについて述べるとともに、「メッセージを送っている動画を見て、（安倍と教団が）つながりがあると思った」と説明していることが明らかとなった[78]。
  - 8月12日、天宙平和連合はソウル蚕室のロッテホテルワールドで「サミット2022＆リーダーシップカンファレンス」を開催。同会議の開会式で教団の実権を握る世界宣教本部長の尹鍈鎬は「偉大な平和指導者の安倍首相に哀悼の意を表し、故人を追慕する時間をしばらく持とうと思います」と述べ、安倍への追悼献花式を特別に行った[30][31][32][79]。

- 2023年5月、超党派の議員連盟である新憲法制定議員同盟は、「安倍晋三名誉会長を偲び、新しい憲法を制定する推進大会」を開催した[80][81]。この大会を含む過去4年間の集会において、世界平和統一家庭連合（旧統一教会）ならびに天宙平和連合といった関連団体が信者に動員を呼びかけたり、会場の準備を手伝っていたと報道された[82]。また、2019年4月に開催された大会[83]においては、新憲法制定議員同盟側から旧統一教会ならびに天宙平和連合などの関連団体に対して、信者の動員を要請していたと報道された[84]。

## 世界平和統一家庭連合のダミー団体疑惑
天宙平和連合は統一教会の新たなダミー団体という批判がある。設立から約8か月後の2006年5月、集団結婚を兼ねた「祖国郷土還元日本大会」を国内12か所で開催した。次期総理が確実視されていた当時の安倍晋三を初めとする国会議員が祝電を送ったとして物議をかもした。
統一教会の広報は「天宙平和連合は同連合固有の目的を有して社会活動をしているのであって、当法人と別個の組織・団体であり、ダミー団体などではありません」としており、当該大会において統一教会が「合同結婚式」を主催したという記事は誤報であると説明した。

## ピースロード
1981年11月、文鮮明はソウルで開かれた第10回「科学の統一に関する国際会議」で、全世界を高速道路で結ぶ構想「国際ハイウェイプロジェクト」を提唱した。同氏はその際、人々をつなぐことで世界中の不和を乗り越えることを目的に、敵国同士であった韓国と日本との間に高速道路を建設することと、ベーリング海峡を通る　「平和のトンネル」を構築することも訴えた。日韓トンネル構想の実現のため、1982年4月に国際ハイウェイ建設事業団（現・国際ハイウェイ財団）が設立され、1983年5月には日韓トンネル研究会が設立された。
2013年8月3日、日韓トンネル建設推進を目的として、「2台の自転車が人と人を繋ぎながら北海道を起点として日本列島を縦走し、韓国へと3800kmを連結」（ピースロード公式サイトの文言より）するイベント「平和統一祈願！全国自転車縦走企画2013」が北海道の宗谷岬でスタートした。8月16日には鹿児島県の佐多岬から北上するチームが出発した。同イベントは「ピースバイク」と名付けられ、教団会連団体の「平和統一聯合」が主催した。
2015年、「ピースバイク」は「ピースロード」に改称され、天宙平和連合が運営を担うこととなった。以後、都道府県ごとにサイクリングイベント「ピースロード」が頻繁に開催されるようになった。ピースロードは、世界中の120カ国で天宙平和連合の後援で開催されている。
2021年9月4日、「PEACE ROAD 2021 in Japan 九州実行委員会」は、イベント「日韓・アジアの未来を拓く 日韓Youth Peace Forum」を福岡国際会議場で開催。基調講演を務めた梶栗正義議長は「日韓トンネル建設実現がピースロード運動のゴールとして帰結していかなければならない」と強調した。
開催地にあるマスメディアは好意的に取り上げており、ピースロードの公式サイトでも「多数のメディアで取り上げられている」と述べていた。しかし、2022年7月8日発生の安倍晋三銃撃事件以降、統一教会が問題視されるようになると、ピースロードの記事を掲載していた前述のマスメディアに対しても説明責任を求める声がSNS上にてあがった。これを受けて、毎日新聞社はウェブ上に配信した3本の紹介記事の内容を差し替えたほか、ブロック紙・地方紙の各社でもピースロード関連のウェブ記事を削除する動きが相次いだ。
その都度立ち上げられる実行委員会の役員には、統一教会の幹部が就任することが多い。2019年においては、統一教会日本教会副会長の田中富広（田中は翌年会長となる）が首都圏実行委員長を務め、統一教会第10地区長を歴任した李倉培が北千葉実行委員会の共同実行委員長を務めた。
また実行委員会の役員には、元職も含め、国会議員、地方議会議員、首長など多数の政治家が就任している。以下はその一覧表である。
| 都道府県 | 委員長                 | 委員・顧問・事務局長など | 【出典】                        |
| -------- | ---------------------- | --- | ------------------------------- |
| 北海道   | 清水誠一               | | [ 93 ]                          |
| 宮城県   | 土井亨                 | | [ 95 ]                          |
| 栃木県   | 増渕賢一               | | [ 93 ]                          |
| 茨城県   | 山岡恒夫               | | [ 96 ]                          |
| 千葉県   | 森茂樹                 | | [ 96 ]                          |
| 埼玉県   | 浅野目義英             | 鶴崎敏康 | [ 96 ]                          |
| 東京都   | 山田忠昭               | | [ 97 ]                          |
| 富山県   | 村椿晃 高田重信 山本徹 | 武田慎一、山田清志 | [ 98 ] [ 93 ] [ 99 ] [ 100 ]    |
| 石川県   | 紐野義昭               | | [ 93 ]                          |
| 福井県   | 田村康夫               | 宮崎弥麿 | [ 93 ] [ 96 ]                   |
| 静岡県   | 佐地茂人               | 宮沢正美、加藤元章、相坂摂治、仁科喜世志、村田悠 | [ 102 ] [ 101 ] [ 103 ] [ 104 ] |
| 岐阜県   | 伊藤秀光               | 山本勝敏 | [ 109 ] [ 109 ]                 |
| 愛知県   | 工藤彰三 藤田和秀      | | [ 110 ]                         |
| 京都府   | 二之湯智               | | [ 111 ] [ 112 ]                 |
| 奈良県   | 小林茂樹               | | [ 113 ]                         |
| 島根県   | 細田重雄               | | [ 93 ]                          |
| 岡山県   | 河本勉                 | 小川信幸 | [ 114 ] [ 93 ]                  |
| 広島県   | 石橋林太郎             | | [ 115 ]                         |
| 香川県   | 平井卓也               | 木村義雄、石川豊、山田正芳、香川芳文、松原哲也、 松本公継、大浦澄子、井上孝志、佐藤好邦、北谷悌邦、 植條敬介、若谷修治、合田隆胤、寿賀崎久、金子辰男 | [ 116 ] [ 117 ] [ 118 ]         |
| 熊本県   | 主海偉佐雄             | 木原稔、西野太亮、馬場成志、小野泰輔、岩下栄一、 城戸淳、今中真之助                                                                                  | [ 93 ] [ 119 ] [ 120 ] [ 121 ]  |
| 鹿児島県 | 長田康秀               | 小里泰弘、保岡宏武、金子万寿夫、柴立鉄平 | [ 122 ] [ 123 ] [ 124 ]         |
| 沖縄県   | 西田健次郎 新垣哲司    | | [ 96 ] [ 93 ]                   |

## 沿革
- 2005年
  - 9月12日 - 天宙平和連合を創設。
  - 10月3日から14日 - 韓国ソウル市、東京など日本の主要都市やなどで記念大会を開催。
- 2014年1月13日 - ローマ教皇庁科学アカデミーのワークショップにG.ウォルシュが参加[125]
- 2018年7月24日 - 国際連合経済社会理事会における総合協議資格を取得
- 2019年7月3日 - G.ウォルシュら代表団がフランシスコ教皇と面会[126]
- 2020年
  - 1月31日 - 国連「世界諸宗教調和週間」を記念してウィーン国際センターにおいて、天宙平和連合、世界平和女性連合、世界平和青年学生連合、国連薬物犯罪事務所、オーストリアのNGO「Growth4Peace」、ウィーン国連特派員協会の共催で会議を開催[127][128]。
  - 8月9日 - 韓国の清心平和ワールドセンターで「神統一世界安着のための100万希望前進大会」（以下、「希望前進大会」）なる集会を開催し、潘基文（前国連事務総長-当時）やフン・セン（カンボジア首相-当時）、マッキー・サル（セネガル共和国大統領-当時）、スティーヴン・ハーパー（第28代カナダ首相）らが登壇する[129]。
  - 9月27日 - 同センターで第2回「希望前進大会」がオンライン形式で開催され、ムニブ・ユナン（ルター派世界連盟前議長-当時）、ケルヴィン・フェリックス（カトリック教会司祭枢機卿）、ジョゼ・マヌエル・ドゥラン・バローゾ（第117代ポルトガル首相、第11代欧州委員会委員長）、ディック・チェイニー（第46代アメリカ合衆国副大統領）らが登壇する[130]。
  - 11月22日 - 同センターで第３回「希望前進大会」がオンライン形式で開催され、ナサルディン・ウマル（現イスラティクル・モスク管長[注 7]-当時）、ジョージ・ウェア（第25代リベリア共和国大統領）、クリストファー・ヒル（元米国国務次官補（東アジア及び太平洋担当））、サーレワーク・ゼウデ（現エチオピア大統領-当時）、イヴ・ルテルム（第67代ベルギー首相）、マヒンダ・ラージャパクサ（第26代スリランカ大統領）、マリオ・ポンセ（前エルサルバドル立法議会議長-当時）らが登壇する[132][133][134]。
  - 12月6日 - 同センターで第４回「希望前進大会」がオンライン形式で開催され、ポーラ・ホワイト（元米国chair of the evangelical advisory board）、ケルヴィン・フェリックス（現カトリック教会司祭枢機卿-当時）、ノエル・ジョーンズ（現City of Refuge Church牧師）らが登壇する[135][136]。